# 嚴正嵐
嚴正嵐（1989年5月16日—），是一位台灣的女演員與創作歌手。曾為南拳媽媽第四代成員，現已退團。
2015年透過由王小棣、蔡明亮、瞿友寧等八位導演共同創辦的「Q Place表演教室」好演員班甄選，並進行戲劇課程訓練，以第一期學員身分結業。隨後2016年亦參與《植劇場》的拍攝。2017年藉由公視學生劇展短片《直線七秒 （页面存档备份，存于）》獲得第39屆金穗獎「一般作品類：單項表現獎(最佳女演員)」。2018年以植劇場《花甲男孩轉大人》劇中飾演女主角方瑋琪，入圍第53屆金鐘獎「戲劇節目女主角獎」。
2020年參與演出奚岳隆導演執導電影《女鬼橋》，飾演孟柏汝一角，隨著票房亮眼而在電影界打開知名度。2023年參與演出《地獄里長》電視劇，劇中飾演女主角趙暖。2024年參與演出《我的意外室友》電視劇，劇中飾演女主角李清怡。

## 個人生活
外曾祖母為日本人
，外曾祖父為甲午戰爭的翻譯官，因此外婆小時候家境優渥，溥儀還曾到訪家中 。後來外曾祖父母來到台灣後曾辦理報社，但最後倒債收場。

## 演出作品

### 電影長片
| 年份   | 片名                   | 角色            | 備註                        |
| 2010年 | 《一頁台北》           | 桃子            |                             |
| 2015年 | 《屍憶》               | 林茵茵          | [ 20 ] [ 21 ] [ 22 ] [ 23 ] |
| 2017年 | 《帶我去月球》         | 小八            | [ 24 ] [ 25 ] [ 26 ]        |
| 2018年 | 《花甲大人轉男孩》     | 方瑋琪          | [ 27 ] [ 28 ] [ 29 ]        |
| 2019年 | 《大三元》             | 盛若霏          | [ 30 ] [ 31 ]               |
| 2019年 | 《重甲機神 Baryon》    | 人工智慧 派西斯 | 動畫配音                    |
| 2020年 | 《女鬼橋》             | 孟柏汝          |                             |
| 2021年 | 《我沒有談的那場戀愛》 | AMY             |                             |
| 2023年 | 《女鬼橋2：怨鬼樓》    | 孟柏汝          |                             |
| 2026年 | 《鬼牽手》             |                 |                             |

### 電影短片 ∕ 網路短片 ∕ 電視電影
| 年份   | 製作單位                   | 片名                                              | 角色     | 備註                                                      |
| 2014年 | 高苑科大 學生畢製          | 《雙瓣茉莉 -possessive-》                         | 鄭怡璇   |                                                           |
| 2014年 | 捷邁人工膝關節微電影       | 《寸步幸福》                                      | 女兒     | [ 32 ]                                                    |
| 2015年 | 統一企業                   | 《【小時光麵館】第二話 心碎的滋味》               | 阿虎     | 合作演員 : 鄧育凱、許光漢                                 |
| 2015年 | 台藝大 學生畢製            | 《離島 Archipelago》                              | 海音     |                                                           |
| 2016年 | 中華電信 MOD百萬合作       | 《夢的記憶 Memories Of Dreams》                   | 夏娃     | 導演：胡瑞財 合作演員：黃健瑋、路嘉欣、陳飛宏             |
| 2016年 | 文化部 逆光電影            | 《流動中的閱讀風景 - 午後書店告白》               | 溫蒂     | 合作演員 : 傅孟柏                                         |
| 2016年 | Samsung Taiwan             | 《銀河公寓》                                      | S2       | 合作演員 : 畢書盡、謝翔雅                                 |
| 2016年 | 公共電視                   | 《公視學生劇展 - 直線七秒》                       | 小婕     | 合作演員 : 龍劭華、陳夙雰                                 |
| 2016年 | 公共電視                   | 《公視人生劇展 - 靠近》                           | 小綠     | 合作演員 : 黃遠、 馬如龍、黃仲崑                          |
| 2016年 | 好風光創意執行股份有限公司 | 植劇場『未來星』系列--- 《嚴正嵐》                | 嚴正嵐   |                                                           |
| 2016年 | 好風光創意執行股份有限公司 | 植劇場台灣孩子演台灣故事系列 《想看電視真辛苦》   | 張家妹妹 | 合作演員 : 劉冠廷、張耀仁、陳歆姸、孫可芳、禾語辰、楊傑宇 |
| 2017年 | 臺北青年職涯 發展中心TYS   | 《停頓》                                          | 何美美   | 合作演員： 陳學毅                                         |
| 2017年 | i郵箱形象 微電影           | 《i郵箱》                                         | 小珍     | 合作演員： 陳學毅                                         |
| 2017年 | 好風光創意執行股份有限公司 | 植劇場《花甲男孩轉大人》植日生週記 《第一集》     | 嚴正嵐   |                                                           |
| 2017年 | 好風光創意執行股份有限公司 | 植劇場《花甲男孩轉大人》植日生週記 《第二集》     | 嚴正嵐   |                                                           |
| 2017年 | 好風光創意執行股份有限公司 | 植劇場《花甲男孩轉大人》植日生週記 《第三集》     | 嚴正嵐   |                                                           |
| 2017年 | 好風光創意執行股份有限公司 | 植劇場《花甲男孩轉大人》植日生週記 《第四集》     | 嚴正嵐   |                                                           |
| 2017年 | 好風光創意執行股份有限公司 | 植劇場《花甲男孩轉大人》植日生週記 《第五集》     | 嚴正嵐   |                                                           |
| 2017年 | 好風光創意執行股份有限公司 | 植劇場《花甲男孩轉大人》植日生週記 《第六集》     | 嚴正嵐   |                                                           |
| 2019年 | 公路總局                   | 《心的公路》                                      | 小璐     | 合作演員：金鐘影后 楊麗音                                 |
| 2019年 | 民生公共物聯網             | 《戀上，先知道－ 一秒擺脫地震邊緣人》             | 先知小姐 | 合作演員： 陳學毅                                         |
| 2019年 | 民生公共物聯網             | 《戀上，先知道－ 還在當人體空氣清淨機？別傻了！》 | 先知小姐 | 合作演員： 陳學毅                                         |
| 2019年 | 民生公共物聯網             | 《戀上，先知道－ 輕鬆揮別狼狽落湯雞》             | 先知小姐 | 合作演員： 陳學毅                                         |
| 2019年 | 民生公共物聯網             | 《戀上，先知道－ 資訊零時差 愛情無距離》          | 先知小姐 | 合作演員： 陳學毅                                         |

### 電視劇
| 年份   | 電視臺                 | 劇名                                        | 角色               |
| 2006年 | 衛視中文台             | 《天使情人》                                | 小薰               |
| 2014年 | 八大綜合台             | 《終極惡女》                                | 琳琳               |
| 2017年 | 三立都會台             | 《只為你停留》                              | 徐寶麒、徐黛麒     |
| 2017年 | 台視 八大綜合台 公視   | 《植劇場－花甲男孩轉大人》                  | 方瑋琪(阿瑋)       |
| 2017年 | 公視                   | 城市情歌 -《番外篇》 （页面存档备份，存于） | 老師、明星、學妹   |
| 2019年 | TVBS歡樂台             | 《天堂的微笑》                              | 孫如曦             |
| 2020年 | 公視台語台 華視        | 《老姑婆的古董老菜單》                      | 林緹愛             |
| 2020年 | TVBS歡樂台             | 《粉紅色時光》                              | 江雨綺             |
| 2021年 | ViuTV 八大戲劇台       | 《超感應學園》                              | 孫樂樂             |
| 2021年 | 華視 愛奇藝 八大戲劇台 | 《無神之地不下雨》                          | Cariwciw（綠繡眼） |
| 2022年 | 公視 MyVideo 台視      | 《茁劇場－綠島金魂》                        | 高雅芝             |
| 2023年 | 公視 三立都會台        | 《地獄里長》                                | 趙暖               |
| 2024年 | 公視台語台 華視        | 《我的意外室友》                            | 李清怡             |

### 迷你劇集
| 年份   | 播出頻道   | 劇名                     | 角色     |
| 2020年 | HBO Asia   | 《戒指流浪記》           | 草莓小姐 |
| 2021年 | 民視新聞台 | 《下一步，AI。Next，愛》 | Ava      |
| 2021年 | myVideo    | 《我的老闆是隻貓》       | 蔣可淇   |

### 音樂錄影帶
| 年份   | 歌手   | 歌名                                           | 備註          |
| 2007年 | 林宥嘉 | 那首歌 （页面存档备份，存于）                  |               |
| 2009年 | S.H.E  | 鎖住時間 （页面存档备份，存于）                |               |
| 2017年 | 海裕芬 | 咕咾小姐 （页面存档备份，存于）                | [ 42 ] [ 43 ] |
| 2017年 | 方泂鑌 | 最笨的人是我 （页面存档备份，存于）            | [ 44 ]        |
| 2018年 | 阿達   | 明天的煩惱 feat. 嚴正嵐 （页面存档备份，存于） | [ 45 ] [ 46 ] |
| 2019年 | 鄭宜農 | 輕輕觸碰 （页面存档备份，存于）                |               |
| 2020年 | 光良   | 爛天氣 （页面存档备份，存于）                  |               |

### 舞台劇
| 年份   | 劇團          | 劇名                     | 備註          |
| 2009年 | 逗點創意劇團  | 《謊言？老實說！》       | [ 47 ] [ 48 ] |
| 2009年 | 逗點創意劇團  | 《box箱子》              | 飾演 娃娃     |
| 2011年 | 逗點創意劇團  | 《膽小鬼》               | 飾演 膽小鬼BB |
| 2021年 | 躍演VMTheatre | 《麗晶卡拉OK的最後一夜》 |               |

### 廣告
| 年份   | 作品 |
| -      | 奇摩拍賣購物袋篇                                                                                        |
| -      | 百樂 魔擦筆未來篇 （页面存档备份，存于） & 超細變芯筆穿衣篇                                             |
| 2007年 | 肯德基 哆啦A夢百變樂團(面試篇) （页面存档备份，存于）                                                   |
| 2008年 | 匯豐銀行 成長標的篇 （页面存档备份，存于）                                                              |
| 2010年 | 桂格順暢奶粉 三千金篇 （页面存档备份，存于）                                                            |
| 2011年 | 生寶臍帶血 十戒十愛篇 （页面存档备份，存于）                                                            |
| 2014年 | 統一 生活泡沫綠茶 倒數計時篇                                                                            |
| 2016年 | Samsung Galaxy S7 S7edge 粉角色不許小看篇 （页面存档备份，存于）                                        |
| 2016年 | Samsung Galaxy S7 銀河公寓 第1話《一定拍到你》 （页面存档备份，存于）                                   |
| 2016年 | Samsung Galaxy S7 銀河公寓 第2話 《一起看電影》 （页面存档备份，存于）                                  |
| 2016年 | Samsung Galaxy S7 銀河公寓 第3話 《一起玩遊戲》 （页面存档备份，存于）                                  |
| 2016年 | Samsung Galaxy S7 銀河公寓 第4話 《 從室友變情人》 （页面存档备份，存于）                               |
| 2018年 | 2018台北年貨大街 你不知道過年的力量 （页面存档备份，存于）                                              |
| 2018年 | 高露潔牙膏 自然之萃(代言)                                                                               |
| 2018年 | 行動支付 台灣Pay 「KTV歡唱篇」 （页面存档备份，存于）(代言)                                             |
| 2018年 | Laurier蕾妮亞衛生棉 蕾妮亞驚奇旅行社 （页面存档备份，存于） & 我的極致無摩擦之旅 （页面存档备份，存于） |
| 2018年 | 行動支付 台灣Pay 「市集約會篇」 （页面存档备份，存于）(代言)                                            |
| 2018年 | Laurier蕾妮亞衛生棉 全新夜用系列『極吸好眠』 （页面存档备份，存于） (代言)                              |
| 2018年 | 行動支付 台灣Pay 「在家繳費篇」 （页面存档备份，存于）(代言)                                            |
| 2019年 | 台灣彩券 「春節大紅包」 （页面存档备份，存于）（代言）                                                  |
| 2019年 | 高露潔 「自然之萃純粹潔淨_竹炭與薄荷」 （页面存档备份，存于） （代言）                                  |
| 2019年 | VONO濃湯 「VONO濃湯~ 早餐就是要VONO(完整版)」 （页面存档备份，存于） （代言）                           |
| 2019年 | CLARINS 「保持希望與關懷，是我的黃金準則──嚴正嵐」 （页面存档备份，存于）                               |
| 2021年 | VONO濃湯 「開啟美好的一天」 （页面存档备份，存于） （代言）                                             |
| 2025年 | Lunio Gen4 石墨烯乳膠床墊（代言）                                                                       |

## 音樂作品

### 專輯
- 南拳媽媽時期

| 專輯 # | 專輯資料                                                                | 曲目 |
| 1st    | 《拳新出擊》 - 發行日期：2016年5月9日 - 發行公司：種子音樂 - 語言：華語 | 曲目 1. 東山再起 2. 心中的太陽 3. 一個宇宙 4. 環繞世界一周 5. 孤單遊戲 6. 誰是你好朋友 7. 逆襲 8. Oh Yeah 9. 時差 10. 最美的女孩 11. 愛你一夜 |

- 個人時期

| 專輯 # | 專輯資料                                                                                    | 曲目 |
| 1st    | 《告白 It’s time to tell you》 - 發行日期：2018年11月28日 - 發行公司：海蝶音樂 - 語言：華語 | 曲目 1、告白 It’s Time to Tell You 詞｜黃建為 / 嚴正嵐 曲｜黃建為 2、別瞎猜 Don’t Make a Wild Guess 詞｜RingRing宋知恩 曲｜RingRing宋知恩 / 高維綸 編曲｜王希文Owen Wang 3、自由國度 Freedom Land 詞｜嚴正嵐 曲｜嚴正嵐 編曲｜韓立康HLK 4、I don’t 姑息 I don’t “Gussi” 詞｜嚴正嵐 曲｜嚴正嵐 編曲｜徐平Ping Hsu 5、Silly Silly 詞｜嚴正嵐 曲｜嚴正嵐 / 黃麗星 / 洪晟文 編曲｜姚小民Xiao Min, Yao / 許哲珮Peggy Hsu 6、斑馬線 Crossroad 詞｜RingRing宋知恩 曲｜RingRing宋知恩 編曲｜鍾濰宇 Yu 7、貓走路Lady Cat 詞｜姚小民Xiao Min, Yao 曲｜嚴正嵐 / 林米奇MCKY / SJIN 編曲｜SJIN 8、有什麼 Missed 詞｜葛大為 曲｜林家謙 9、親愛的你 Dear you 詞｜嚴正嵐 曲｜少年佩 10、花朵 Hue-lui 詞｜嚴正嵐 曲｜嚴正嵐 |
| 2nd    | 《獨在》 - 發行日期：2022年11月3日 - 發行公司：海蝶音樂 - 語言：華語                        | 曲目 1、低音轟隆隆 Wallflower (feat.大淵MUTA) 詞｜嚴正嵐 / 大淵MUTA 曲｜嚴正嵐 / 大淵MUTA / 徐平Ping Hsu / 韓立康HLK 編曲｜徐平Ping Hsu 2、記得要洗臉 Sleepless 詞｜嚴正嵐 曲｜嚴正嵐 / 韓立康HLK 編曲｜徐平Ping Hsu / 韓立康HLK 3、餘煙 Mist 詞｜洪安妮 曲｜洪安妮 編曲｜蔡侑良Tsaiyuliang 4、最遠的旅行 The Farthest Trip 詞｜嚴正嵐 / 楊彤 曲｜林耕禾 / 魏妙如 編曲｜生命樹_小王子TOL_The Little Prince 5、都怪那一眼 Love at first sight (《我的老闆是隻貓》片頭曲) 詞｜嚴正嵐 / 季欣霈APAY 曲｜嚴正嵐 / 林泰羽 編曲｜徐平Ping Hsu 6、滿星閃爍 The Stars (電視劇《老姑婆的古董老菜單》片尾曲) 詞｜嚴正嵐 / 葉天倫 / 康小白Shiro Kou 曲｜嚴正嵐 編曲｜韓立康HLK / 錢威良Will’z Chieng / 劉涵Hang Liu(隱分子) 7、Hello (《我的老闆是隻貓》插曲) 詞｜嚴正嵐 / 季欣霈APAY 曲｜嚴正嵐 編曲｜蔡侑良Tsaiyuliang / 錢威良Will’z Chieng 8、低音轟隆隆 Wallflower (Solo Ver.) 詞｜嚴正嵐 曲｜嚴正嵐 / 徐平Ping Hsu / 韓立康HLK 編曲｜徐平Ping Hsu |

### 單曲
| 年份   | 歌曲                              | 收錄專輯                                     | 備註                                 |
| 2014年 | 台北天晴 （页面存档备份，存于）   | 《台北調Taipei Tone 一座偉大城市的人文哲思》 | [ 50 ] [ 51 ]                        |
| 2018年 | 明天的煩惱 （页面存档备份，存于） | -                                            | A/Da阿達feat.嚴正嵐 合作單曲         |
| 2020年 | 滿星閃爍 （页面存档备份，存于）   | 《獨在》                                     | 老姑婆的古董老菜單電視片尾曲         |
| 2021年 | 都怪那一眼                        | 《獨在》                                     | 我的老闆是隻貓影集片頭曲             |
| 2021年 | Hello                             | 《獨在》                                     | 我的老闆是隻貓影集插曲               |
| 2022年 | 妖怪妖怪                          | -                                            | 妖果小學－水果奶奶的大秘密電影主題曲 |

### 詞曲作品
| 歌曲名稱     | 備註                                                                       |
| 台北天晴     | 全詞曲，收錄於【台北調】專輯                                               |
| 誰是你好朋友 | 全詞曲，收錄於南拳媽媽【拳新出擊】專輯                                     |
| 告白         | 詞與黃建為共同創作，收錄於嚴正嵐【告白】專輯                               |
| 自由國度     | 全詞曲，收錄於嚴正嵐【告白】專輯                                           |
| I don’t 姑息 | 全詞曲，收錄於嚴正嵐【告白】專輯                                           |
| Silly Silly  | 全詞，曲與洪晟文、黃麗星共同創作，收錄於嚴正嵐【告白】 專輯                |
| 貓走路       | 曲與米奇林、SJIN共同創作，詞由姚小民包辦，收錄於嚴正嵐【告白】專輯         |
| 親愛的你     | 全詞，曲由房東的貓少年佩包辦，收錄於嚴正嵐【告白】專輯                     |
| 花朵         | 全詞曲，收錄於嚴正嵐【告白】專輯                                           |
| 滿星閃爍     | 全曲，詞與康小白、葉天倫共同創作，劇集【老姑婆的古董老菜單】片尾曲         |
| Hello        | 全曲，詞與季欣霈共同創作，劇集【我的老闆是隻貓】插曲                       |
| 都怪那一眼   | 詞與季欣霈共同創作，曲與鶴TheCrane共同創作，劇集【我的老闆是隻貓】片頭曲   |
| 低音轟隆隆   | 詞與大淵共同創作，曲與大淵、徐平、韓立康共同創作，收錄於嚴正嵐【獨在】專輯 |
| 記得要洗臉   | 全詞，曲與韓立康共同創作，收錄於嚴正嵐【獨在】專輯                         |
| 最遠的旅行   | 詞與楊彤共同創作，曲由林耕禾與魏妙如創作，收錄於嚴正嵐【獨在】專輯         |

### 配樂編曲
| 年份   | 歌曲                         | 收錄                                                       | 備註            |
| 2015年 | 陳國富（工夫、群像片頭配樂） | 《DCraft Studio 2015- 2016上半年電影及公司片頭尾設計作品》 | 影片00:00-00:40 |

### StreetVoice網路平台作品
| 發表日期   | 歌曲名稱       | 歌曲風格 | 備註                                           |
| 2014-07-10 | 壞念頭demo     | Pop      | 在StreetVoice上聽這首歌 （页面存档备份，存于） |
| 2014-06-27 | 完美落地demo   | Pop      | 在StreetVoice上聽這首歌 （页面存档备份，存于） |
| 2014-06-27 | 啾咪Bossa demo | Pop      | 在StreetVoice上聽這首歌 （页面存档备份，存于） |
| 2014-06-27 | 你還愛我嗎demo | Pop      | 在StreetVoice上聽這首歌 （页面存档备份，存于） |

### LiveHouse演出&音樂會
| 日期       | 演唱會名稱                                           | 地點                      | 備註                                                |
| 2011-10-01 | 我董現場 X 嚴正嵐( Vera )–「我」準備上菜。feat       | Drop Coffee House         | [ 52 ]                                              |
| 2011-12-17 | J's Live Dec：嚴正嵐，準備上菜2。feat.陳建瑋         | TRiP-Fashion.Lounge.Music | [ 53 ]                                              |
| 2013-06-28 | 不插電音樂會                                         | Comedy Club               | [ 54 ]                                              |
| 2013-08-31 | 嚴正嵐．伍晴川－音樂日記分享會 All About This Summer | A House                   | [ 55 ]                                              |
| 2014-05-18 | Who am I？Vera嚴正嵐生日音樂會                       | 河岸留言 西門紅樓展演館   | [ 56 ]                                              |
| 2017-08-06 | 聽她彈吉他                                           | 河岸留言西門紅樓展演館    | 在Youtube上,此表演的播放清單 （页面存档备份，存于） |
| 2017-09-03 | 夏日小清新 嚴正嵐不插電演唱會                        | 台北W 飯店 Woobar         | [ 59 ] [ 60 ] [ 61 ] [ 62 ] [ 63 ]                  |
| 2018-12-14 | 嚴正嵐【告白診療室】 巡迴－台北告白                  | 河岸留言西門              | [ 64 ]                                              |
| 2018-12-29 | 嚴正嵐【告白診療室】 巡迴－高雄勇敢                  | LIVE WAREHOUSE            | [ 64 ]                                              |
| 2019-01-05 | 嚴正嵐【告白診療室】 巡迴－台中親密                  | FORRO CAFÉ                | [ 64 ]                                              |

## 書籍
| 年份   | 名稱                                 | 出版社   | ISBN(國際標準書號) |
| 2017年 | Close to Vera：嚴正嵐×手札+塗鴉÷寫真 | 水靈文創 | ISBN 9789869535748 |

## 獎項紀錄
| 年份   | 頒獎典禮     | 獎項                                 | 作品                                | 角色   | 結果   |
| 2017年 | 第39屆金穗獎 | 一般作品類 - 個人單項表現獎 (女演員) | 《直線七秒 （页面存档备份，存于）》 | 小婕   | 獲獎   |
| 2017年 | 植劇場       | 亮星計畫                             | 《植劇場－花甲男孩轉大人》          | 方瑋琪 | 第二名 |
| 2018年 | 第53屆金鐘獎 | 戲劇節目女主角獎                     | 《植劇場－花甲男孩轉大人》          | 方瑋琪 | 入圍   |

## 其他
| 年份   | 項目           | 名稱     | 備註           |
| 2019年 | 2019桃園電影節 | 初階評審 | 《桃園電影節》 |

## 外部連結
- 嚴正嵐的Facebook專頁
- 嚴正嵐的新浪微博
- 嚴正嵐的Instagram帳戶
- YouTube上的嚴正嵐頻道

影劇資料庫
- 嚴正嵐在互联网电影资料库（IMDb）上的資料（英文）
- . @movies【開眼電影網】.   [2017-06-18]. （原始内容存档于2020-06-29）.
- 嚴正嵐Vera Yen在香港影庫上的簡介
- 文化部影視及流行音樂產業局【台灣電影網Taiwan Cinema】上嚴正嵐的頁面